# Lawrenceville (Geòrgia)
Lawrenceville és una població dels Estats Units a l'estat de Geòrgia. Segons el cens del 2000 tenia 29.837 habitants.

## Demografia
Segons el cens del 2000, Lawrenceville tenia 22.397 habitants, 7.484 habitatges, i 5.313 famílies. La densitat de població era de 665,7 habitants/km².
Dels 7.484 habitatges en un 39,4% hi vivien nens de menys de 18 anys, en un 52,7% hi vivien parelles casades, en un 13,3% dones solteres, i en un 29% no eren unitats familiars. En el 23% dels habitatges hi vivien persones soles el 8,5% de les quals corresponia a persones de 65 anys o més que vivien soles. El nombre mitjà de persones vivint en cada habitatge era de 2,77 i el nombre mitjà de persones que vivien en cada família era de 3,24.
Per edats la població es repartia de la següent manera: un 26,4% tenia menys de 18 anys, un 11% entre 18 i 24, un 35,3% entre 25 i 44, un 18,2% de 45 a 60 i un 9,1% 65 anys o més.
L'edat mediana era de 32 anys. Per cada 100 dones de 18 o més anys hi havia 103,9 homes.
La renda mediana per habitatge era de 43.299 $ i la renda mediana per família de 48.557 $. Els homes tenien una renda mediana de 34.263 $ mentre que les dones 26.903 $. La renda per capita de la població era de 19.649 $. Entorn del 8,7% de les famílies i l'11,5% de la població estaven per davall del llindar de pobresa.

## Poblacions properes
El següent diagrama mostra les poblacions més properes.